# Soczijski Park Narodowy
Soczijski Park Narodowy lub Park Narodowy Soczi (ros. Сочинский национальный парк) – park narodowy położony w zachodniej części Kaukazu, w pobliżu miasta Soczi, w południowej Rosji. Jest najstarszym rosyjskim parkiem narodowym założonym 5 maja 1983. Zajmuje powierzchnię 1937 km².

## Położenie

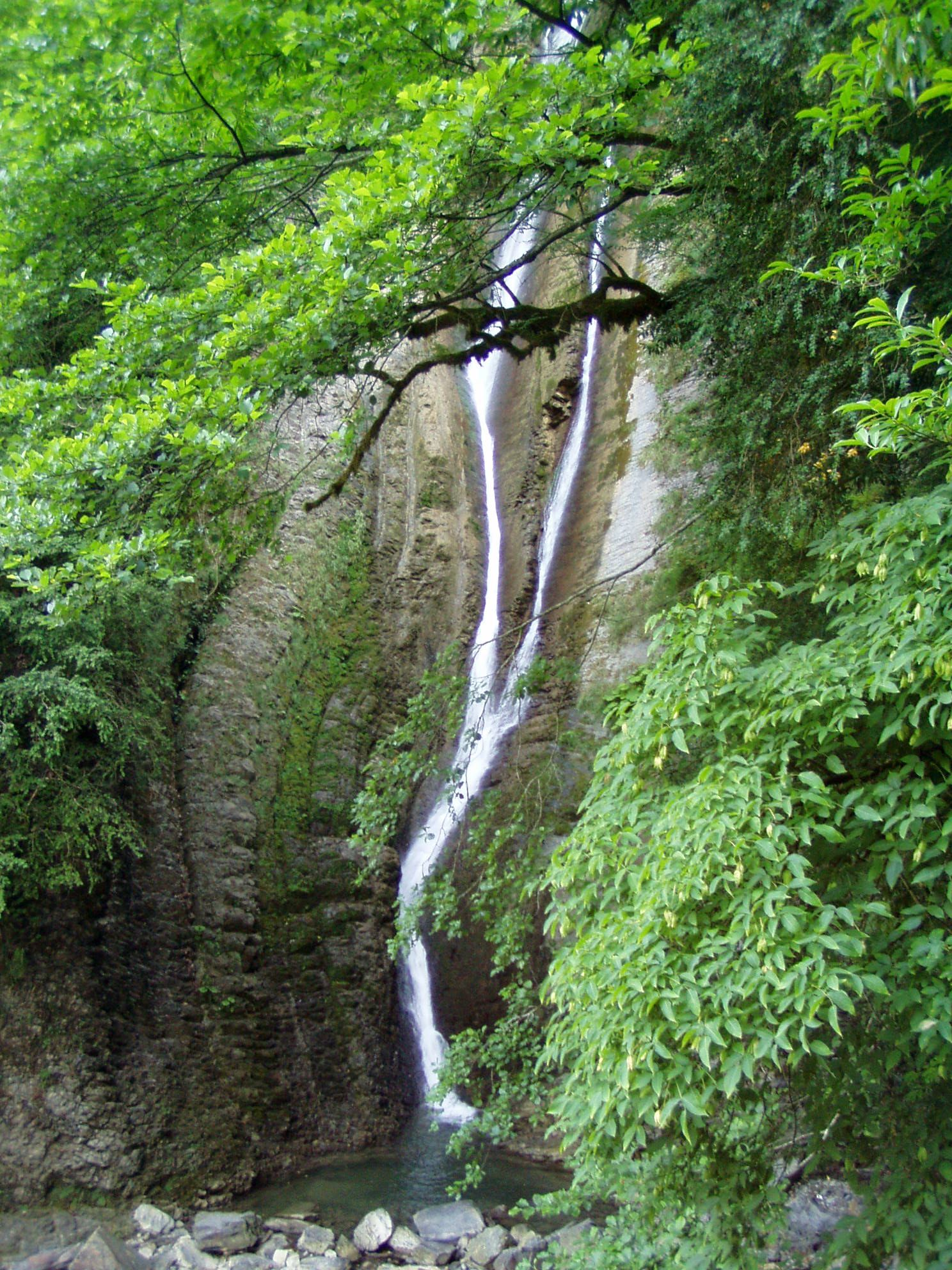
Wodospad Oriechowski

Park Narodowy Soczi założony został w 1983 i stał się jednym z pierwszych parków narodowych w Rosji. Położony jest w południowej części Kraju Krasnojarskiego, u podnóża Wielkiego Kaukazu, wokół miasta Soczi i dalej w kierunku wschodnim. Większość terenu parku zajmują góry, rozcięte dolinami rzecznymi. Strefa pogórza zajmuje wąski pas wzdłuż Morza Czarnego.

## Opis
Przez park przepływa około 40 rzek i innych mniejszych cieków zlewni Morza Czarnego. Ich długość jest niewielka, tylko rzeki Mzymta, Psou i Szache mają ponad 50 kilometrów długości. Znajduje się na nich duża liczba wodospadów. Część ma przełomowy charakter. Wodospady znajdują się głównie w górnych biegach rzek, 103 wodospady mają wysokość progową od 2 do 73 metrów. Jednym z najbardziej ciekawych jest wodospad Oriechowski. Znajduje się na rzece Bezumenka, w miejscu, gdzie wpływa ona do rzeki Soczi. Ma 27 m wysokości.
Na terenie znajduje się wiele masywów krasowych, w których jest ok. 200 jaskiń, wśród nich 50 jaskiń stanowi największe zagłębienia krasowe będące przedmiotem zainteresowania speleologów i speleoturystyki. Jaskinie Woroncowa znajdują się na trzecim miejscu wśród najdłuższych jaskiń na terytorium Rosji. Jest to kompleks połączonych jaskiń, których łączna długość ma 12 km. Na terenie parku znajduje się 114 pomników historii i kultury, m.in. pozostałości twierdz, świątyń, cmentarzy, ofiarne kamienie, obeliski i zabytki militarne.

## Flora
W Soczijskim Parku Narodowym występuje około 1500 gatunków rodzimych roślin wyższych, w tym wiele gatunków reliktowych i endemicznych. Licznie występujący na terenie parku cis pospolity został wpisany do czerwonej księgi Międzynarodowej Unii Ochrony Przyrody. W rosyjskiej czerwonej księdze gatunków zagrożonych umieszczono 51 gatunków roślin, w tym: cis, sosnę kalabryjską, dwa gatunki śnieżyczek, trzy gatunki dwulistników, lilię złotogłów.

## Fauna

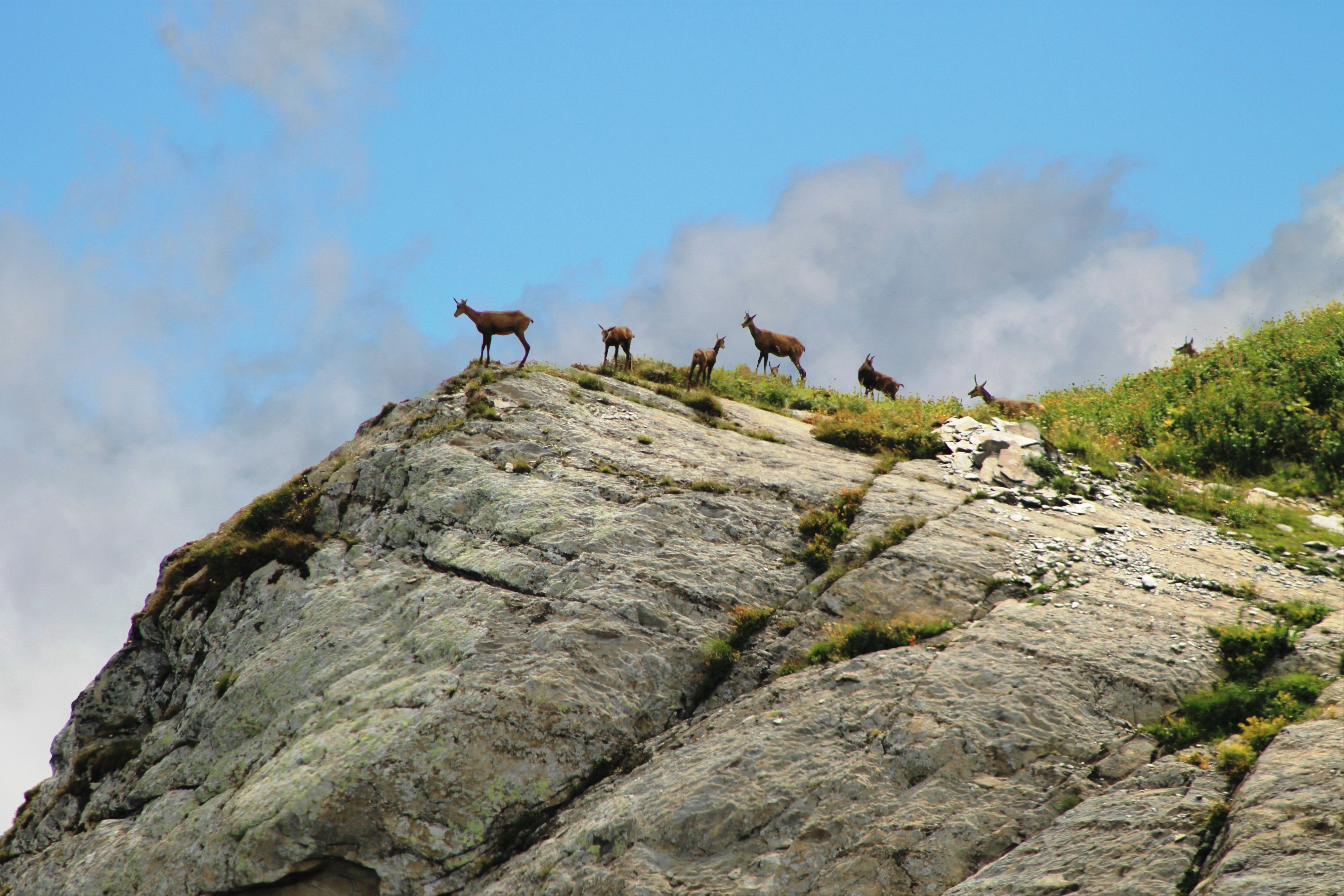
Stado kozic na zboczach pasma Aibga, Park Narodowy Soczi

Park zamieszkuje ok. 80 gatunków ssaków, ok. 120 gatunków ptaków, 17 gatunków gadów, 9 gatunków płazów, 21 gatunków ryb. W czerwonej księdze Międzynarodowa Unia Ochrony Przyrody umieściła 15 gatunków lub podgatunków zwierząt, w tym lamparta perskiego, sępa płowego, żmiję kaukaską, węża Eskulapa, Bufo verrucosissimus z rodziny ropuchowatych, żółwia śródziemnomorskiego. W rosyjskiej czerwonej księdze umieszczono 10 gatunków ssaków, 9 gatunków ptaków, 4 gatunki gadów, 5 gatunków płazów, 3 gatunki owadów oraz rybę Salmo trutta z rodziny łososiowatych i minoga ukraińskiego.

## Reintrodukcja lamparta perskiego
Od 2009 roku na terenie parku prowadzona jest przez WWF i rząd rosyjski reintrodukcja zagrożonego całkowitym wyginięciem lamparta perskiego (Panthera pardus saxicolor). Dwa lamparty sprowadzone zostały z Aszchabadu w Turkmenistanie. Kolejne przywieziono z Iranu, Portugalii i Francji. Lamparty perskie kiedyś przemierzały rozległy obszar rozciągający się od środkowej Azji po Morze Czarne, ale zostały zlikwidowane na zachodnim Kaukazie w latach 20. XX w.

## Galeria

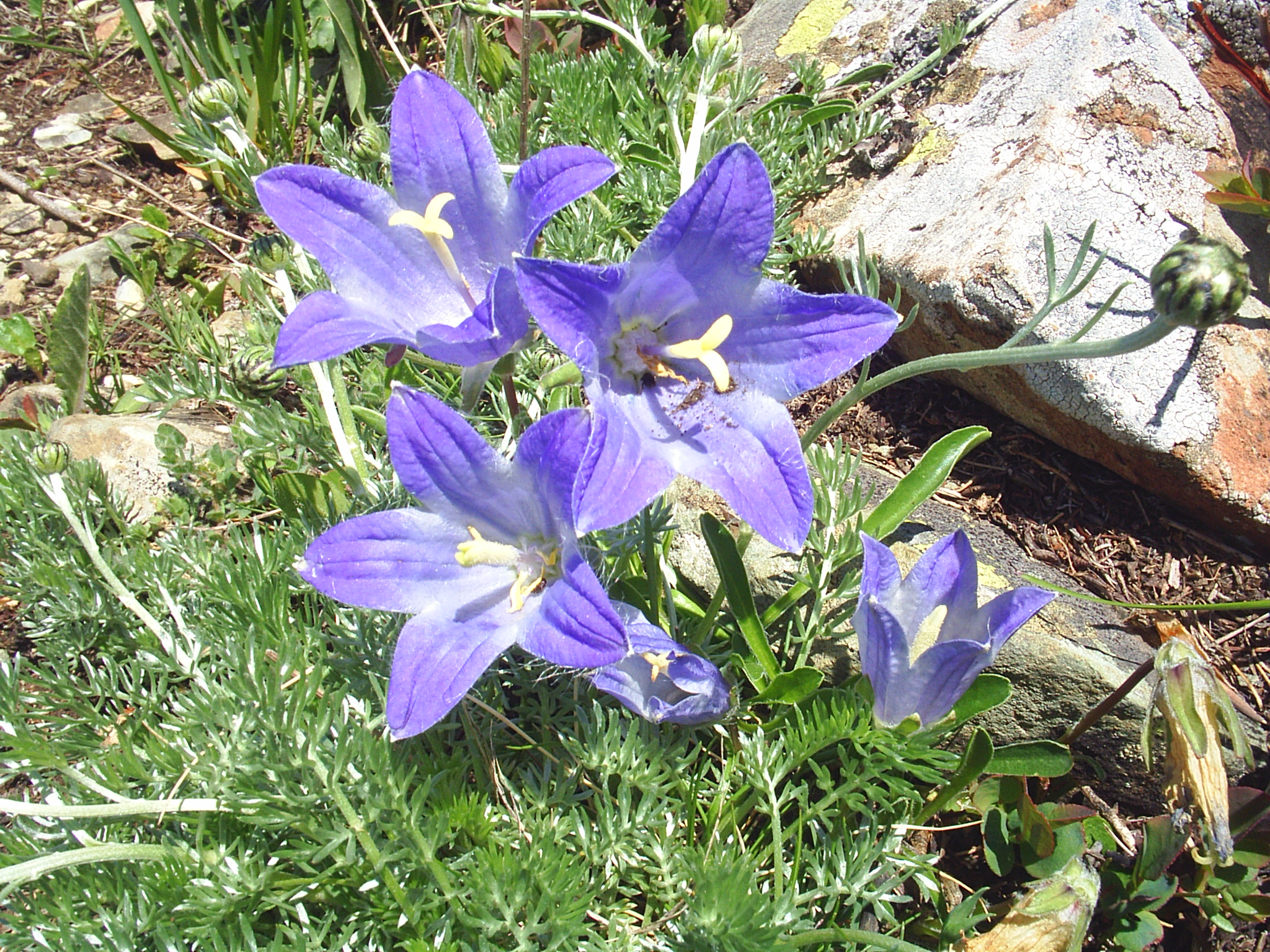
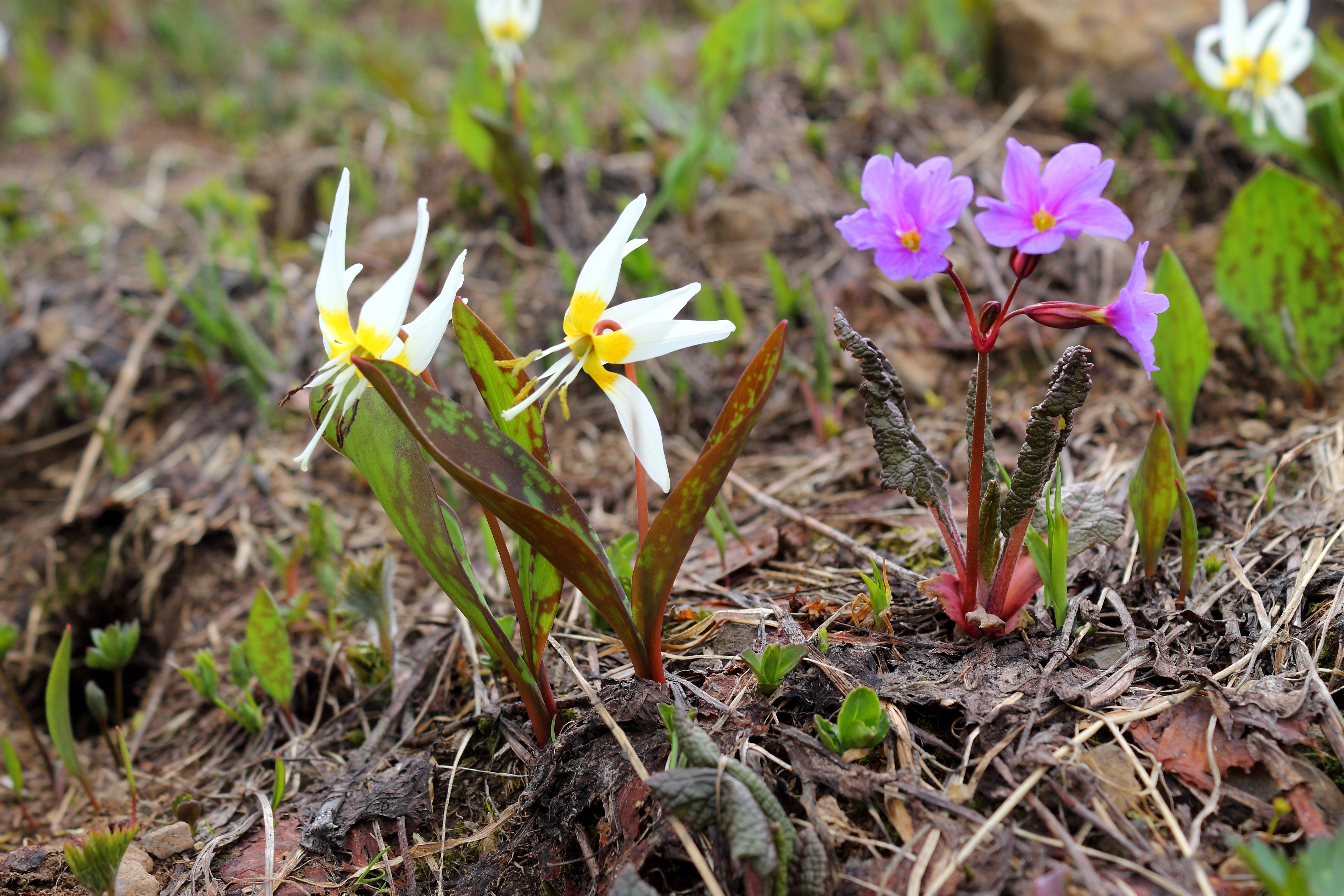
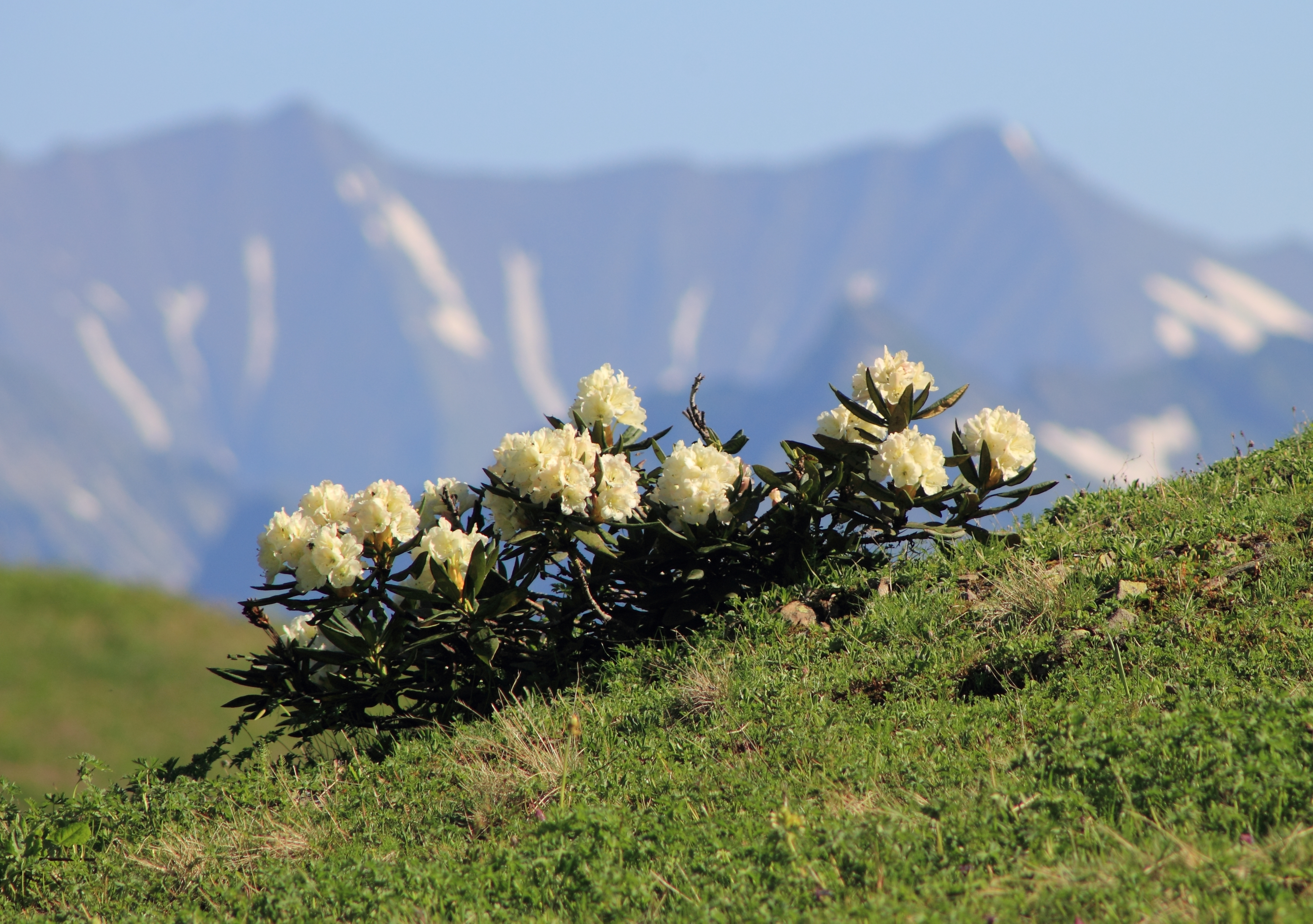
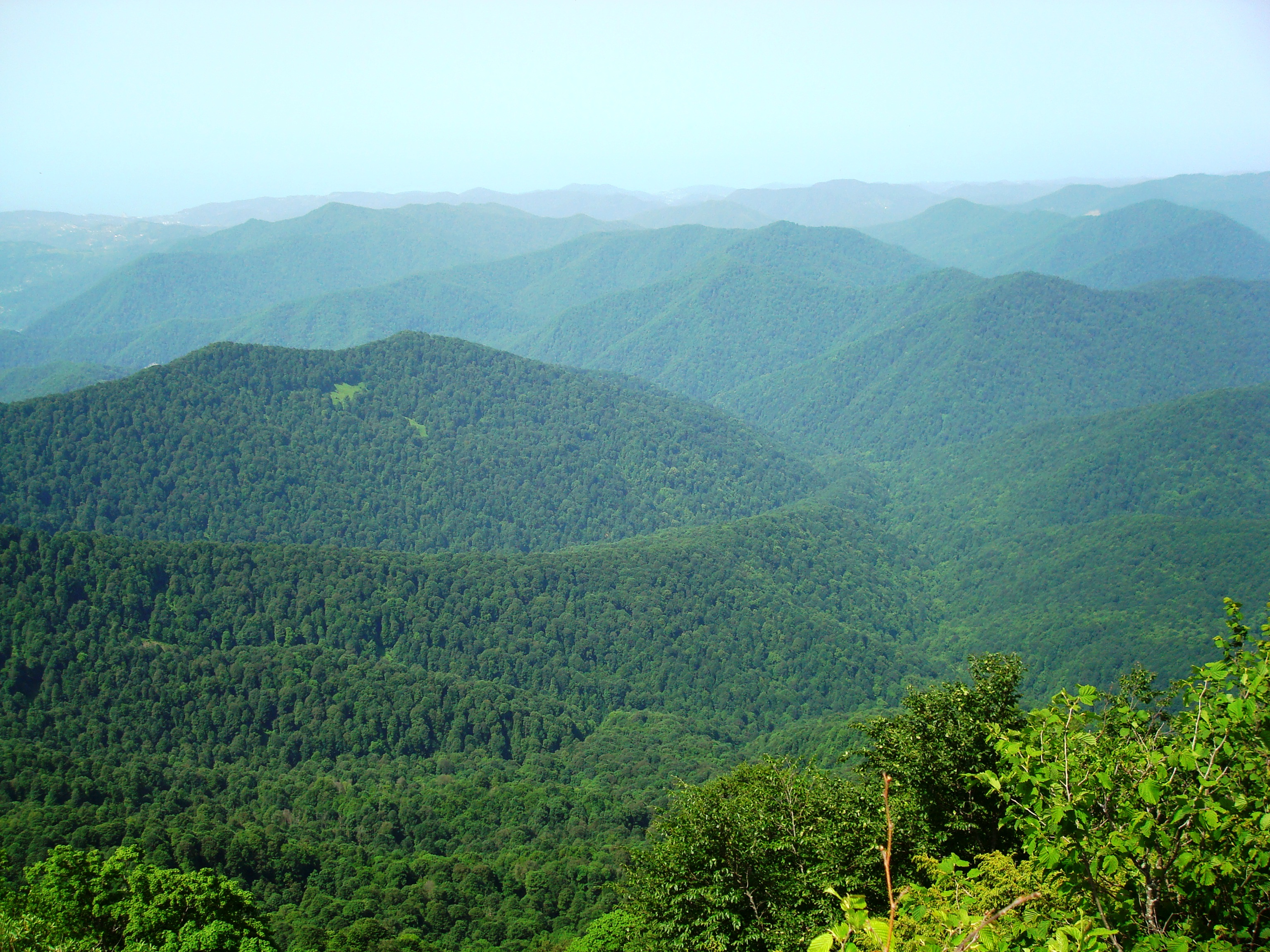
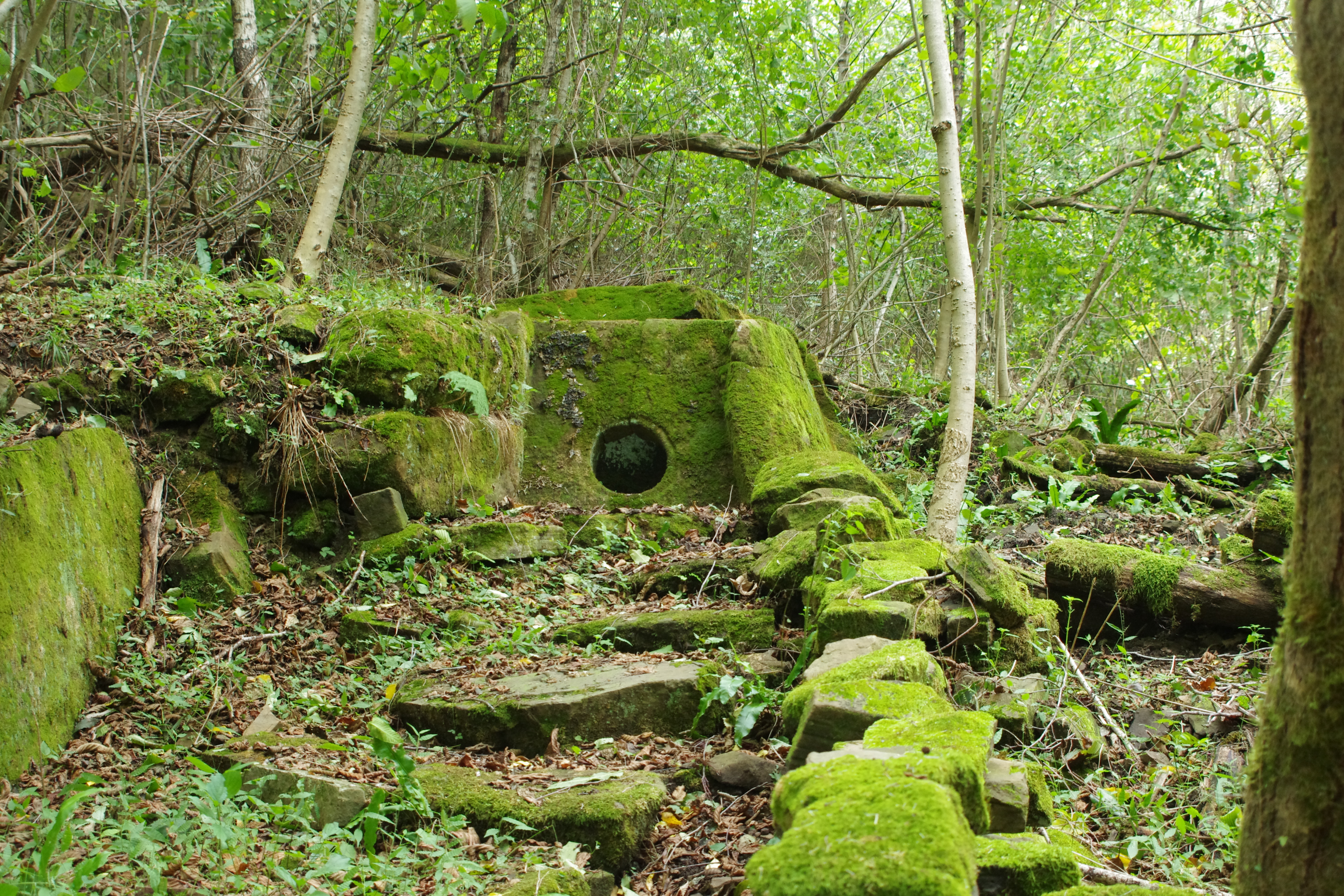
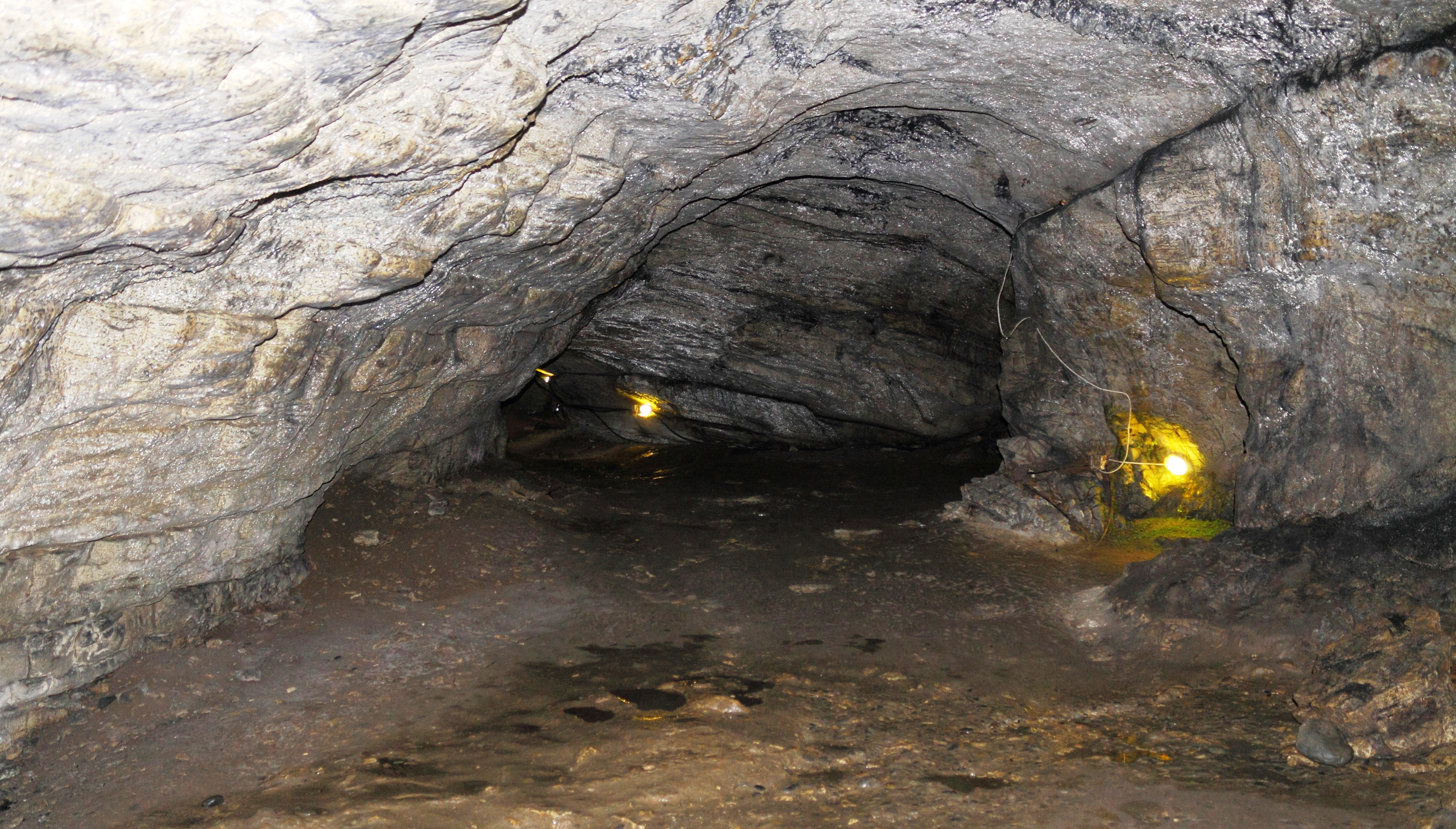